# Безбородов Артем Олегович
Арте́м Оле́гович Безборо́дов — капітан Збройних сил України, учасник російсько-української війни.
Випускник Академії сухопутних військ імені гетьмана Петра Сагайдачного — «управління діями підрозділів танкових військ».

## Нагороди
За особисту мужність і героїзм, виявлені у захисті державного суверенітету та територіальної цілісності України, вірність військовій присязі під час російсько-української війни нагороджений
- орденом Богдана Хмельницького III ступеня.
- Народний Герой України (15 липня 2015)